# Oskar Lwowitsch Rywkin
Oskar Lwowitsch Rywkin (russisch Оскар Львович Рывкин; * 23. Dezember 1898jul. / 4. Januar 1899greg. in Sankt Petersburg; † 7. August 1937) war ein sowjetischer Parteifunktionär.
Rywkin trat nach der Februarrevolution 1917 der Roten Garde bei und beteiligte sich an der Oktoberrevolution. Er wurde Vorsitzender des Komsomol und kämpfte im russischen Bürgerkrieg. 1930 bis 1934 studierte er am Institut der Roten Professur. 1937 fiel er den Stalinschen Säuberungen zum Opfer.